# Rubén Pérez (Fußballspieler, 1989)
Rubén Pérez del Mármol (* 26. April 1989 in Écija), kurz Rubén Pérez, ist ein spanischer Fußballspieler.

## Karriere

### Vereine
Rubén Pérez spielte bereits seit 2002 in der Jugend von Atlético Madrid. 2008 rückte er von der Jugend auf und kam fortan für Atlético Madrid B zum Einsatz. Am 15. Mai 2010 kam er zu seinem bisher einzigen Einsatz für die erste Mannschaft, als er bei einer 0:3-Niederlage im Heimspiel gegen den FC Getafe in der 79. Minute für Borja Bastón eingewechselt wurde. Am Saisonende gewann er mit dem Verein die Europa League. Seit der Saison 2010/11 spielte er auf Leihbasis bei zahlreichen Vereinen. Zur Rückrunde der Saison 2014/15 wurde er an den FC Granada verliehen und zur Saison 2015/16 fest verpflichtet. Im Sommer 2016 wurde er für zwei Spielzeiten an den CD Leganés ausgeliehen. Nach Ablauf der Leihe nahm der Verein ihn fest unter Vertrag. Nach drei weiteren Jahren in Leganés wechselte der Spanier im Juli 2021 nach Griechenland zu Panathinaikos Athen. Bei Panathinaikos stand er für vier Jahre unter Vertrag und konnte 2022 und 2024 den griechischen Pokal gewinnen.

### Nationalmannschaft
Pérez absolvierte fünf Spiele für die spanische U-21-Nationalmannschaft.

## Erfolge
Atlético Madrid
- UEFA Europa League: 2010

Panathinaikos
- Griechischer Pokalsieger: 2022, 2024